# Historia sectorial
Historia sectorial es cada una de las divisiones del objeto de la ciencia histórica, por las que el historiador centra su interés en el análisis y explicación de un aspecto determinado del pasado. Este sector puede ser el económico, y tendríamos la historia económica, el social, y tendríamos la historia social, el político (historia política), y así con la historia de las ideas, la historia cultural, la historia de las mentalidades, la historia militar, la historia de las instituciones, la historia de la Iglesia, la historia de la vida privada... El enfoque contrario sería el intento por conseguir una historia total, que también puede considerarse similar al intento por superar la división regional de la historia por países o continentes (o el eurocentrismo de muchas obras que pretendían ser historia universal) con una historia de las civilizaciones.
- Datos: Q5900494